# Kronenbrau 1308 Classic
Kronenbrau 1308 Classic — пригласительный снукерный турнир, проходивший только один раз — в 1979 году в ЮАР.
В турнире, который прошёл через неделю после окончания аналогичного ему Limosin International, участвовали трое профессиональных снукеристов — Эдди Чарльтон, Рэй Риардон и Перри Манс, а также местный игрок Джимми ван Ренсбург. Победителем, как и в Limosin International, стал Чарльтон.
Спонсором турнира выступила компания Kronenbrau.

## Победители
| Место проведения | Год  | Победитель    | Финалист    | Счёт | Приз победителю |
| ---------------- | ---- | ------------- | ----------- | ---- | --------------- |
| Йоханнесбург     | 1979 | Эдди Чарльтон | Рэй Риардон | 7:4  | £ 1 373         |